# Liberté (1908)
El Liberté fue un acorazado pre-dreadnought construido para la Armada francesa a mediados de la década de 1900. Era el primer principal de la clase Liberté, que incluía otros tres buques y era un derivado de la anterior clase République, con la principal diferencia de la inclusión de una batería secundaria más pesada. El Liberté llevaba una batería principal de cuatro cañones de 305 milímetros (12 pulgadas), como el République, pero montaba diez cañones de 194 mm (7,6 pulgadas) para su armamento secundario en lugar de los cañones de 164 mm (6,5 pulgadas) de los buques anteriores. Como muchos de los últimos diseños anteriores a los acorazados, el Liberté se terminó después de la entrada en servicio del revolucionario acorazado británico HMS Dreadnought, que lo dejó obsoleto.
Al entrar en servicio, Liberté fue asignado a la 2ª División de la Escuadra del Mediterráneo, con base en Tolón. Comenzó inmediatamente la rutina normal de entrenamiento en tiempos de paz, con maniobras de escuadra y flota y cruceros a varios puertos del Mediterráneo. También participó en varias revistas navales para varios dignatarios franceses y extranjeros. En septiembre de 1909, los buques de la 2ª División cruzaron el Atlántico hacia Estados Unidos para representar a Francia en la Hudson-Fulton Celebration.
La carrera activa del Liberté se vio truncada el 25 de septiembre de 1911 cuando se produjo un incendio en uno de los pañoles del buque que provocó la detonación de las cargas allí almacenadas, destruyendo el barco en una tremenda explosión en la que murieron 286 de sus tripulantes. La explosión también dañó otros buques y mató a tripulantes de seis barcos vecinos. Una investigación reveló que el pólvora francesa estándar, Poudre B, era propensa a una descomposición que la hacía muy inestable; probablemente había sido el culpable de varios incendios de munición en otros buques. El pecio permaneció en Tolón hasta 1925, cuando su casco destruido fue reflotado, remolcado a un dique seco y desguazado.

## Hundimiento

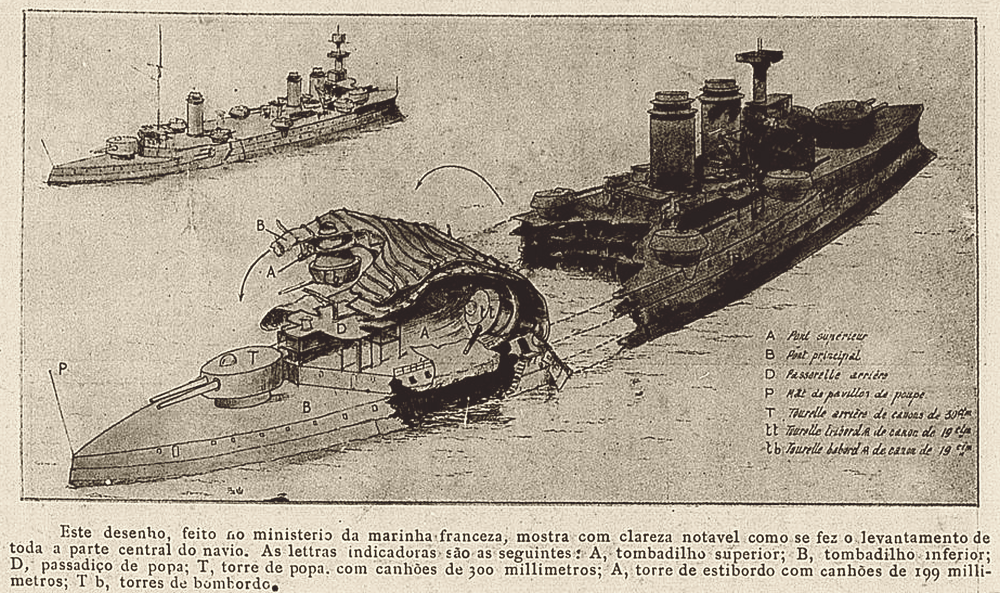
Una ilustración que muestra el alcance de los daños a Liberté

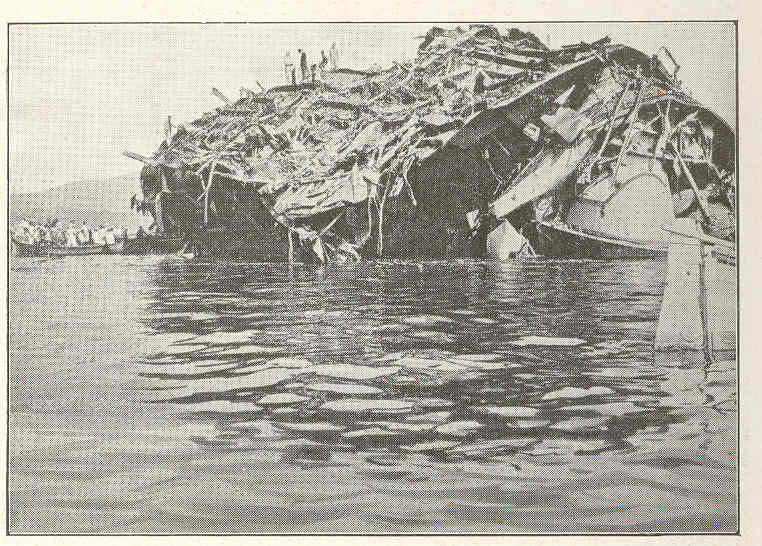
Restos del Liberté tras la explosión.

El Liberté se encontraba anclado en Tolón desde el 16 de septiembre. A las 05:31 de la mañana del 25 de septiembre de 1911, los tripulantes de otros acorazados informaron de que habían visto salir humo del Liberté, procedente de su casamata delantera de estribor. Poco después, la superestructura de proa estalló en llamas, pero rápidamente los observadores vieron que la tripulación estaba controlando el fuego. A las 05:53 una tremenda explosión a bordo del Liberté sacudió el puerto. Las dos torretas centrales de 194 mm fueron arrojadas por la borda, la cubierta central se derrumbó y la parte delantera de 55 m quedó completamente destruida. La torreta de 305 mm de proa quedó destrozada y sólo se recuperó uno de los cañones, que fue arrojado al fondo fangoso del puerto.
La explosión lanzó un trozo de chapa de blindaje de 37 toneladas métricas del buque contra el acorazado République, amarrado a unos 210 metros de distancia, lo que causó daños considerables. Las esquirlas de la explosión hundieron una pinaza de vapor y mataron a quince hombres a bordo del crucero acorazado Marseillaise, nueve a bordo del acorazado Saint Louis, seis a bordo del crucero acorazado Léon Gambetta, cuatro a bordo del acorazado Suffren y tres a bordo del Démocratie. La tripulación superviviente del Liberté huyó inmediatamente del buque; 286 murieron en la explosión y 188 resultaron heridos. Afortunadamente, 143 miembros de la tripulación, incluido el comandante del buque, se encontraban de permiso en Tolón y evitaron el accidente.

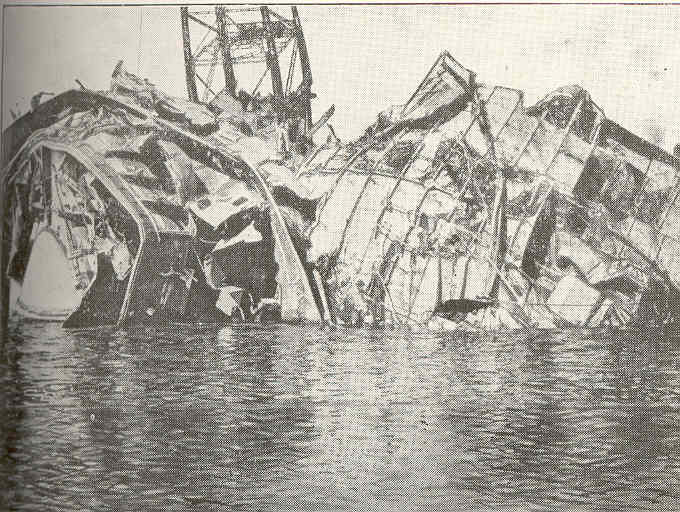
Restos del Liberté

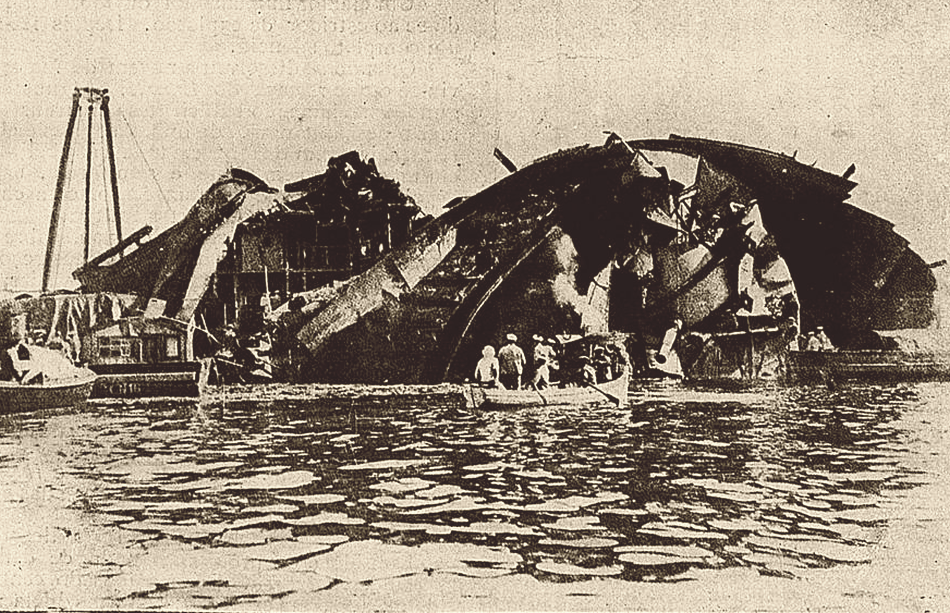
Inspeccionando los restos del Liberté.

El 25 de septiembre, la Marina convocó una comisión para investigar el incidente, que se celebró a bordo del Justice; la comisión estaba dirigida por el contralmirante Jean Gaschard e incluía a oficiales del Justice, que consideraron la posibilidad de sabotaje, pero la descartaron. La investigación determinó que el accidente se debió probablemente a un exceso de calor en los polvorines y estimó que los procedimientos habituales de control de las municiones no eran suficientes. La Marina francesa había sufrido anteriormente una serie de accidentes mortales en Tolón, empezando por una explosión a bordo de un torpedero en febrero de 1907 en la que murieron nueve hombres. Al mes siguiente, la explosión del acorazado Iéna causó 107 muertos. Una explosión a bordo de un buque escuela de artillería mató a seis en agosto de 1908, y una explosión en un crucero mató a trece en septiembre de 1910. Otras seis personas murieron a bordo del crucero Gloire apenas dos semanas antes de la explosión del Liberté, el 10 de septiembre de 1911. El culpable fue el inestable Poudre B, una pólvora a base de nitrocelulosa que también fue responsable de la destrucción del Iéna y posiblemente de las otras explosiones.
Tras la catástrofe, la marina estableció nuevas normas, exigiendo que se desecharan las cargas explosivas de más de cuatro años. La orden se limitó inicialmente a las escuadras de acorazados, pero posteriormente se extendió a toda la flota. El Ministro de Marina también anuló una orden que ordenaba a las tripulaciones de los cañones devolver a los polvorines las cargas de propulsante que hubieran fallado; en adelante, las cargas que se hubieran colocado en los cañones tendrían que dispararse o desecharse. La comisión había determinado que los dispositivos de inundación de los polvorines eran insuficientes, pero la marina sólo introdujo modestas mejoras en el equipo. Los restos del buque permanecieron en Tolón durante varios años, aunque los trabajos de limpieza o señalización de los peligros para la navegación comenzaron inmediatamente. La Primera Guerra Mundial, que duró de 1914 a 1918, retrasó considerablemente los trabajos de reflotamiento de los restos del casco. En 1920, los restos del naufragio empezaron a hundirse en el fango, por lo que hubo que realizar una gran cantidad de trabajos para preparar su reflotamiento, incluido el envío de buzos para construir ataguías que sellaran el casco. El 4 de septiembre de 1920, el viejo crucero Latouche-Tréville fue equipado con cuatro y más tarde con seis bombas de aire comprimido y llevado a su costado para que sirviera de barracón a los trabajadores y de taller flotante. También se utilizaron un par de submarinos y varias embarcaciones menores para ayudar en las tareas de recuperación. El 21 de febrero de 1925, el casco del Liberté fue bombeado con aire comprimido y reflotado, antes de ser remolcado a un dique seco en Tolón, donde fue desguazado.